# 氣旋史蒂芬妮
氣旋斯蒂芬妮（英語：Cyclone Stephanie），是2016年9月中旬在比斯開灣形成的一場罕見和不尋常的溫帶氣旋。從位於東北大西洋遠方的冷锋尾端形成，新生系統隨著錮囚開始而轉向東南移動。氣旋最終在9月15日達到最高強度，然後在西班牙－法国邊界附近上岸，氣旋之後迅速減弱，並在第二天消散。 
雖然系統本身並沒有造成很大的損失（除了在受影響地區產生高達每小時130公里的陣風、大雨和一些小型湧浪），它得到了氣象學家的廣泛關注，特別是因為它由外國氣象機構法國氣象局宣稱與亞熱帶氣旋相似，因為其具有明顯的風眼結構，並幾乎完全與其主溫帶氣旋分離。然而，沒有其他氣象機構將其分類為熱帶或亞熱帶氣旋，主要是因為美国国家海洋和大气管理局和其他的表面分析顯示其仍然與鋒面連接。此外，由於這是在國家颶風中心的責任範圍之外（比斯開灣不在他們的區域內），他們沒有監測或為該系統命名。

## 氣象歷史

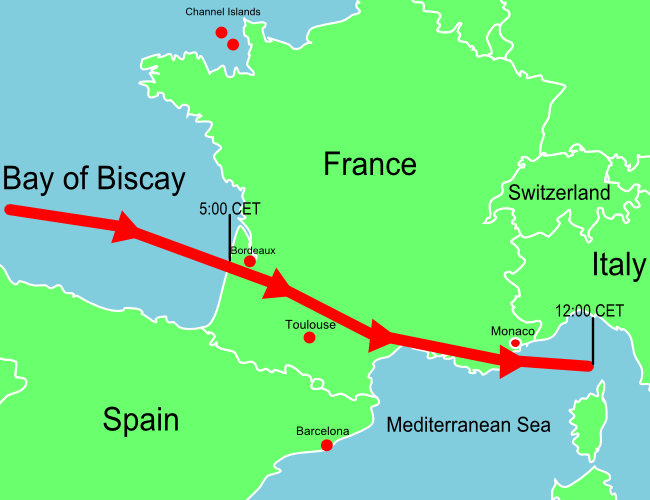
2009年1月，影響西班牙和法國的氣旋克勞斯路徑，採取與2016年氣旋相似的路徑。

9月13日，一道冷锋穿過位於大西洋東北部的比斯開灣。在接下來的12-24小時內，一個非熱帶的低氣壓區沿著冷锋形成，並開始凝結成一個溫帶氣旋。9月14日，新發展的的低氣壓位於比斯開灣北部。其位於接近僅僅維持熱帶氣旋最低限度的海面溫度——大約攝氏23度，低氣壓增強並開始獲得一些與亞熱帶氣旋相似的特徵，然而氣象學家在分類方面存在重大差異（見下文）。
當天晩上18時，氣旋開始向東南方移動，移向西班牙和法国的邊界。風暴繼續向東南方移動，並在9月15日早上增強至998毫巴（29.5英寸汞柱）的最高強度，對應在衛星上可以看見一眼狀結構。隨著風暴接近登陸，它開始減弱，氣旋在9月16日凌晨0時以1,004毫巴（29.6英寸汞柱）的中心氣壓於西班牙－法国邊界登陸。陸地相互作用很快就對系統造成影響，而氣旋隨後在9月16日中午消散。

## 影響
氣旋對西班牙和法國僅造成輕微的損失，其中大部分是由強烈的陣風、湧浪和強降雨造成。據報在巴斯克地區海岸的最大陣風高達每小時130公里，高地的陣風稍為更高。西班牙和法国的海岸線也有0.91－1.22米的風暴潮。但沒有重大損失、死亡或受傷的報告。

## 亞熱帶標準的差異
風暴主要受到如何正式歸類的批評。法國氣象局，法國的國家氣象機構，在9月15日發表聲明，聲稱該系統是亞熱帶氣旋——這意味著它具有熱帶和温帶氣旋的特徵。這遭到重大爭議，因為許多美國氣象學家聲稱該系統實際上是溫帶氣旋，通過美国国家海洋和大气管理局的表面分析數據證明，表明氣旋仍然與锢囚锋連接——通常表示系統屬於溫帶氣旋的跡象。